# Efik (peuple)
Pour les articles homonymes, voir Efik.
Les Efik sont une population d'Afrique de l'Ouest, surtout présente au Nigeria, notamment dans l'État de Cross River, également au Cameroun. Une communauté de quelques milliers de personnes vit aux États-Unis.
C'est un sous-groupe des Ibibios.

## Ethnonymie
Selon les sources et le contexte, on observe plusieurs formes : Calabar Efik, Efik Ebrutu, Efik Eburutu, Efiks, Ibibio Efik, Riverain Ibibio.

## Langue
Leur langue est l'efik, une langue bénoué-congolaise dont le nombre total de locuteurs a été estimé à 405 260, dont 400 000 au Nigeria en 1998.

## Religion et mythologie
Dans la religion traditionnelle efik, l'humanité est créée par le dieu suprême Abassi, dont l'épouse, la déesse Atai, sert de médiatrice entre les humains et les dieux. Abassi crée une femme et un homme et, sur le conseil d'Atai, les place sur la terre. Au début, Abassi et Atai invitent l'homme et la femme chez eux chaque soir, leur servent à dîner et les cajolent. Les humains sont maladroits et bêtes, mais les dieux n'ont pas envie qu'il en soit autrement : ils ne souhaitent pas que l'humanité devienne autonome et se multiplie. Au fil des jours, tandis que l'homme reste à rêvasser, la femme, en secret, cultive un jardin où elle fait pousser des fruits et des légumes. Un soir, elle rapporte de quoi manger à l'homme et ils ne viennent pas dîner chez les dieux, qui se désolent. Le lendemain matin, l'homme et la femme font l'amour et la femme tombe enceinte. Abassi s'inquiète de voir les humains se passer d'eux. Pour compenser cela, Atai envoie la jalousie et la mort sur la terre.